# Delanie Sheehan
Delanie Breann Sheehan (Walnut Creek, 13 de enero de 1999) es una jugadora de fútbol profesional estadounidense que juega como delantera y centrocampista del NJ/NY Gotham FC en la National Women's Soccer League (NWSL). Jugó fútbol universitario para los UCLA Bruins.

## Primeros años y carrera juvenil
Sheehan nació en Walnut Creek, California, el 13 de enero de 1999. Comenzó a jugar fútbol a los cuatro años. Jugó fútbol en la escuela secundaria Liberty High School en Brentwood, California, y se graduó en 2017. También jugó sóftbol y baloncesto en la escuela secundaria. Fue finalista de Jugadora del Año de Gatorade State, tres veces seleccionada en el primer equipo de la Sección de la Costa Norte (NCS) y dos veces MVP de la Liga Atlética de Bay Valley (BVAL) en 2015 y 2016. En su último año, anotó el gol del empate en la victoria por 3-2 sobre Carondelet en el partido por el campeonato de la División I de la NCS de 2017.

## Carrera universitaria
Sheehan jugó fútbol universitario en la Universidad de California en Los Ángeles, de 2017 a 2021.  Como estudiante de primer año, fue nombrada miembro del equipo Pac-12 All-Freshman y anotó el gol del empate en la derrota por 2-3 ante Stanford en la final del torneo de la División I de la NCAA de 2017. En su segundo año, cambió de posición para jugar como defensora y fue nombrada para el tercer equipo All-Pac-12. Fue seleccionada como Jugadora Defensiva de la Semana Pac-12 en octubre de 2018 y septiembre de 2019. Comenzó a jugar nuevamente como mediocampista en su último año y fue la vicecapitana del equipo. Al ayudar a UCLA a ganar su primer Campeonato Pac-12 en seis años, fue nombrada para el primer equipo All-Pac-12 y fue la Mediocampista del Año Pac-12, semifinalista del Trofeo Hermann y candidata al Premio Senior CLASS. Durante cuatro temporadas en la universidad, anotó 15 goles y 18 asistencias en 86 apariciones.

## Carrera en clubes

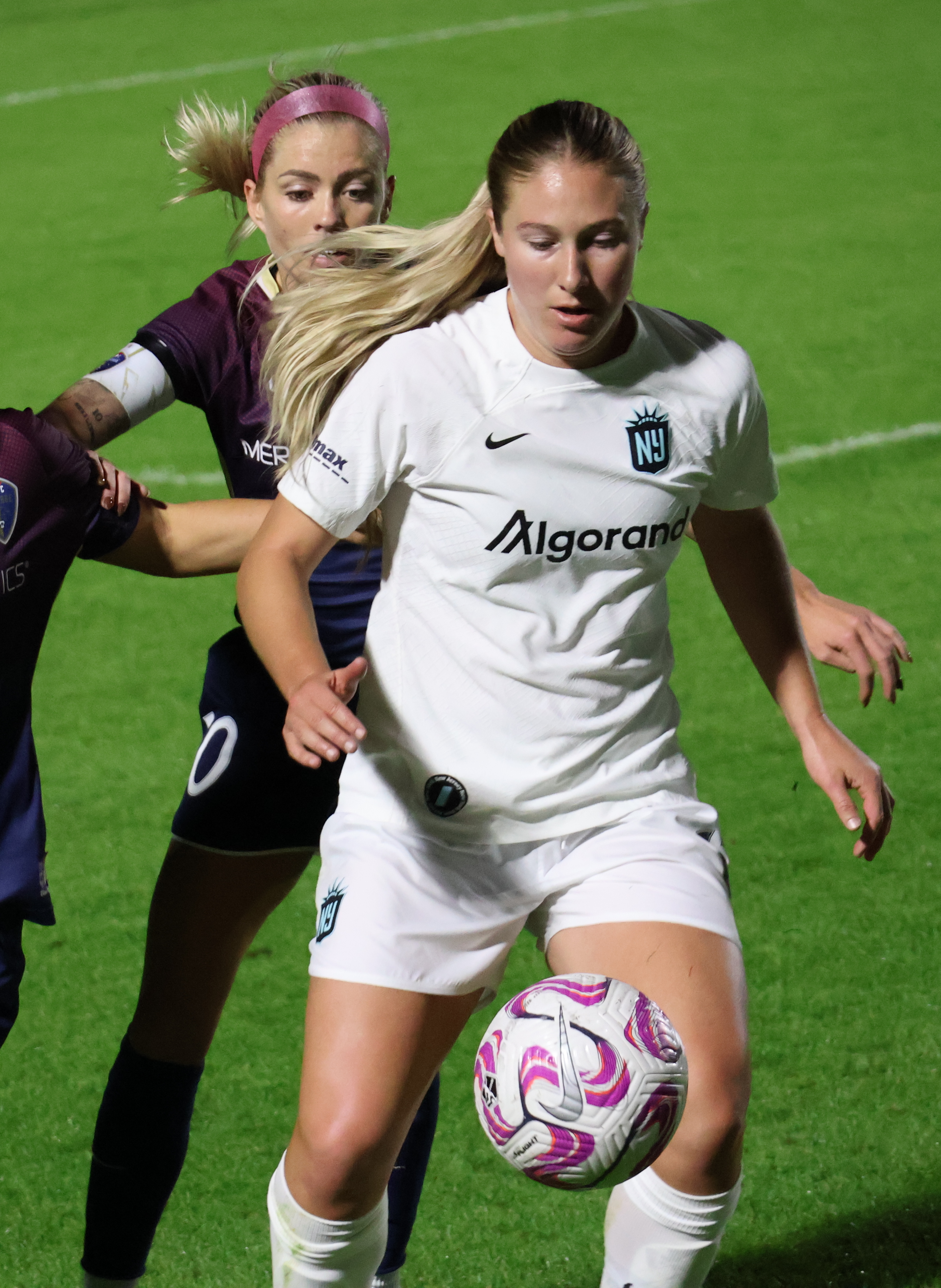
Sheehan jugando para Gotham en la primera ronda de los playoffs de 2023.

NJ/NY Gotham FC (entonces conocido como Sky Blue FC) seleccionó a Sheehan en el puesto 33 en la general en la cuarta ronda del Draft de la NWSL de 2021, que tuvo lugar en línea en su cumpleaños número 21. Firmó un contrato de reemplazo del equipo nacional (NTR) con Gotham en julio de 2021. Hizo cinco apariciones con Gotham antes de ser cedida en septiembre al club de la Division 1 Féminine, Paris FC, por el resto del año, un movimiento que, según dijo, aceptó con entusiasmo por la oportunidad de mejorar sus habilidades tácticas. Hizo nueve apariciones para Gotham en 2022.
Sheehan firmó un contrato de dos años con Gotham en enero de 2023. Esa temporada, tuvo un puesto titular regular en la alineación de Gotham, su posición variaba entre delantera y mediocampista ofensiva. Marcó su primer gol profesional el 22 de octubre de 2023, en la primera ronda de los playoffs de la NWSL contra North Carolina Courage, anotando el primer gol de Gotham en la postemporada de la NWSL y ayudando al equipo a conseguir su primera victoria en los playoffs de la NWSL.

## Carrera internacional
Sheehan fue miembro de selecciones nacionales juveniles en los niveles sub-18, sub-19 y sub-20. Representó a la selección sub-20 de Estados Unidos en la Sud Ladies Cup 2018.